# Federico Castellón
Federico Castellón, né le 14 septembre 1914 à Alhabia (Almeria) et mort le 29 juillet 1971 à New York, est un peintre, sculpteur, graveur et illustrateur de livres américain d'origine espagnole.

## Biographie
Né Federico Cristencia de Castellón y Martínez, il arrive à Brooklyn en 1921 avec ses parents et fut naturalisé américain en 1943.
En 1923, il participe à une exposition collective aux Raymond & Raymond Galleries de New York et retient l'attention de Diego Rivera qui le présente à la galerie Weyhe pour une première exposition exclusivement consacrée à son travail.
De 1934 à 1935, il séjourne à Madrid en tant que pensionnaire de la Casa de Velázquez. Il poursuit, jusqu'en 1937, avec des voyages en Europe, entre Londres et Paris, et rencontre Picasso, Joan Miró et Juan Gris, puis retourne à New York où il se met à la lithogravure.
Il produit des illustrations pour des livres de littérature classique et moderne et par la suite, pour de nombreux livres destinés à la jeunesse. On compte aussi quelques gravures érotiques.
En 1940, après l'obtention d'une bourse Guggenheim, il expose au MoMA puis à l'Art Institute of Chicago.
Après guerre, il décroche une nouvelle bourse Guggenheim et parcourt l'Italie, puis revient à Paris et enfin s'installe quelque temps à Madrid avec sa famille où il devient correspondant pour Life, entre autres.
Castellón fut membre de l'Académie américaine de design et dirigea de nombreux ateliers dans différentes écoles d'art.
Ses gravures et ses dessins du début des années 1930 sont considérés comme parmi les premiers travaux américains réalisés dans un esprit surréaliste.